# أليكسندر كاميرون روثرفورد
أليكسندر كاميرون روثرفورد(2 فبراير 1857 - 11 يونيه1941) هو محامي وسياسي كندي الجنسية، وقد شغل منصب رئيس وزراء ألبرتا من عام 1905 إلى عام 1910. ولد اليكسندر في أورموند بأونتاريو، فدرس ومارس المحاماة في أوتاوا قبل انتقاله مع عائلته إلى نورثوست تريتوري في 1895؛ حيث بدأ حياته السياسية، وحصل على مقعد في المجلس التشريعي لنورثوست تريتورى بعد ثلاث محاولات. وقد حكم اليكسندر كمستقل مسايرا لعرف الإقليم على الرغم من دعمه بوجه عام للإدارة الإقليمية لرئيس الوزراء فريدريك وليام غوردون ألبين هاولتاين. وكان أليكسندر ليبرالى على المستوى الفيدرالى.
وفى عام 1905 طلب جورج بوليا نائب حاكم ألبرتا من اليكسندر روثرفورد تشكيل أول حكومة للمقاطعة. وبما أنه رئيسا للوزراء كانت مهمته الأولى هي الفوز بالأغلبية العظمى العاملة في المجلس التشريعى لألبرتا، وهذا بالفعل ما حققه في الانتخابات الإقليمة عام 1905. أما عن مهمته الثانية فكانت توفير نظام لحكومة المقاطعة: وأنشات حكومته نظام قضائي إقليمى بأقصى سرعة. اختارت الهيئة التشريعية بدعم روثرفورد لها إدمونتون عاصمة لألبرتا بدلا من كالجرى وكان ذلك مثيرا للجدل. ولم تكن جراح أهل كالجرى ضمدت حينما أقامت الحكومة جامعة ألبرتا، وهي المشروع المقرب إلى قلب رئيس الوزراء، في مسقط رأسه ستراثكونا عبر نهر ساسكاتشوان الشمالية من ادمونتون.
وواجهت الحكومة اضطراب في تعدين الفحم مما اضطرها لتشكيل لجنة تقصى لحل المشكلة، كما أقامت الحكومة شبكة اتصالات حكومية، ألبرتا الحكومية للاتصالات، مما كلفها كثيرًا كما حاولت تشجيع وتطوير خطوط سكك حديدية جديدة.